# Miltiadész pápa
Szent Miltiadész (latinul: Miltiades) vagy más néven Melkiadész (latinul: Melchiades), (? – 314. január 10.) volt a 32. római katolikus egyházfő. Uralkodását egy kisebb interregnum előzte meg, hiszen elődjét Euszebioszt is száműzték a pápai trónról, és a zavargások elüléséhez időre volt szükség. 311. július 2-án választották pápává, és haláláig töltötte be tisztségét. Pontifikátusa alatt helyreállt a keresztény egyház stabilitása, és begyógyultak az üldöztetések okozta sebek.

## Élete
Ugyan származásáról keveset tudunk, az valószínűsíthető, hogy a birodalom afrikai provinciáiból származott. A császári hatalom és a keresztény egyház kibékülésének időszaka volt Miltiadész pontifikátusának évei. 313 júniusában I. Constantinus (Nagy Konstantin) császár és társcsászára, Licinius császár kiadta a mediolanumi ediktumot. A Mediolanumban (Milánó akkori neve) kiadott ediktum rendeletileg véget vetett a keresztényüldözéseknek, és teljes vallásszabadságot hirdetett a birodalom egész területén. A császárok megadták Miltiadésznak azt a jogot is, hogy Róma prefektusától visszakövetelje az üldöztetések alatt elkobzott egyházi birtokokat. Ezt a nagy jelentőségű lépést I. Constantinus azzal is megpecsételte, hogy megajándékozta a pápát a Lateráni bazilikával, amely évszázadokon keresztül a pápa székhelye lett, és így a keresztény egyház egyik legfőbb irányítói központjává vált.
A vallásszabadság és a császári hatalommal való megegyezés talpra állította a római katolikus egyházat és a pápai hatalmat. A hitehagyókat visszafogadta az anyaegyház, és az építkezések, helyreállítások ismét felvirágoztatták a kereszténységet. 313-ban tartották meg az első lateráni zsinatot, amelyen Miltiadész a Donatus által vezetett donatista tanokat eretneknek bélyegezte.

## Művei
- Documenta Catholica Omnia (latin nyelven). (Hozzáférés: 2011. december 6.)

## Lásd még
- Pápa
- Római pápák listája
- Római pápák listája grafikusan

| Előző pápa: Euszebiosz | Római pápa 311 – 314 | Következő pápa: I. Szilveszter |